# مارين (إسبانيا)
مارين (بالإسبانية: Marín) هي مدينة تقع في مقاطعة بونتيفيدرا التابعة لمنطقة جليقية شمال غرب إسبانيا.

## الديموغرافيا
يبلغ عدد سكان مدينة مارين 24.197 نسمة عام 2023 (وفقاً للمعهد الوطني للإحصاء الإسباني).
| 24.731 | 25.421 | 25.461 | 26.103 | 25.885 | 25.969 | 25.864 | 24.197 |

## أعلام
- هوغو مايو
- ديفيد غارسيا
- غابينو ري